# Cash management
Cash management — одна из услуг предлагаемая банками своим корпоративным клиентам, позволяющая уменьшить свои расходы и эффективно управлять своими финансовыми показателями.
Cash management решение для предприятия состоит из нескольких составляющих:
- Управление банковскими счетами
- Управление ликвидностью (управление остатком на банковских счетах)
- Расчётно-кассовое обслуживание
- Управление Процентным доходом
- Электронный банкинг
- Контроль над расходами
- Информационные сервисы
- Карточные проекты

На российском рынке данная услуга начала развиваться совсем недавно. Устоявшийся термин - Кэш-менеджмент.